# Podomyrma striata
Podomyrma striata é uma espécie de formiga do gênero Podomyrma, pertencente à subfamília Myrmicinae.